# 41-я стрелковая дивизия (1-го формирования)
41-я стрелковая дивизия — формирование (соединение, стрелковая дивизия) РККА Вооружённых Сил СССР до и во время Великой Отечественной войны.
Одна из знаменитых стрелковых дивизий Союза, отличившихся в первые дни войны (по отзывам немцев «Железная»). 41-я стрелковая дивизия входила в состав действующей армии в период с 17 по 28 сентября 1939 года и с 22 июня по 27 декабря 1941 года.

## История

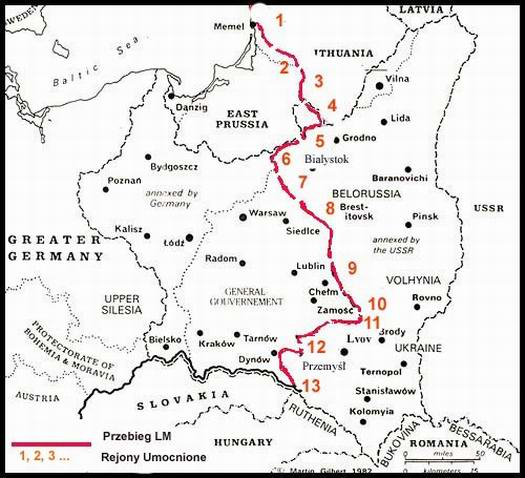
Укреплённые районы (1939—1941) на западной границе СССР, так называемая некоторыми «линия Молотова», польская схема, под № 1. Тельшяйский. 2. Шяуляйский. 3. Каунасский. 4. Алитусский 5. Гродненский. 6. Осовецкий. 7. Замбрувский. 8. Брестский. 9. Ковельский. 10. Владимир-Волынский. 11. Каменка-Бугский (Каменка-Струмиловский) 12. Рава-Русский. 13. Перемышльский.

Во второй половине 1931 года формируется территориальная стрелковая дивизия под наименованием Криворожская территориальная стрелковая дивизия. В состав тсд входили (почётные наименования указывали на дислокацию и рабочие каких городов шефствовали над формированием):
- Управление дивизии (Кривой Рог);
- Криворожский стрелковый полк;
- Александрийский стрелковый полк;
- Никопольский стрелковый полк;
- Криворожский артиллерийский полк.

Криворожские формирования были дислоцированы на территории военного городка № 1.
Во второй половине 1932 года (по другим данным в 1934 году) Криворожская территориальная стрелковая дивизия была переформирована в 41-ю стрелковую дивизию (литера «А») в составе 121-го (бывшего Криворожского), 122-го (бывшего Александрийского) и 123-го (бывшего Никопольского) стрелковых и 41-го (бывшего Криворожского) артиллерийского полков.
В 1939 году (?) на базе 41 ап сформировываются 32-й лёгкоартиллерийский и 249-й гаубичный полки. В это же время в состав дивизии вводятся отдельные разведывательный и танковый (в 1936 году отб передислоцирован из Днепропетровска) батальоны, а также отдельный противотанковый дивизион.
41-я стрелковая дивизия (территориальная) вошла, с 1 июля 1935 года, в состав 7-го стрелкового корпуса (Днепропетровск) имея в своём составе (дислокация):
- Управление дивизии (Кривой Рог);
- 121-й стрелковый полк (Кривой Рог);
- 122-й стрелковый полк (Александрия);
- 123-й стрелковый полк (Никополь);
- 41-й артиллерийский полк (Кривой Рог);
- 41-й конный эскадрон (Кривой Рог);
- 41-я рота связи (Кривой Рог);
- 41-я сапёрная рота (Кривой Рог);

По плану мобилизационного развёртывания стрелковых дивизий РККА, на 1935 год, 41-я стрелковая дивизия должна была быть в готовности к сформированию дивизии 2-й очереди — 83-й стрелковой.
На базе 41-й стрелковой дивизии дислоцированной в городе Кривой Рог, на основании директивы Народного комиссара обороны СССР № 4/2/48902 к № 4/3/48846, от 9 сентября 1939 года, была сформирована 151-я стрелковая дивизия (I), с дислокацией город Кировоград, Харьковский военный округ.
В первых числах сентября 1939 года дивизия была доукомплектована до штатов военного времени за счёт приписного состава военнообязанных из числа горняков Криворожского железорудного и Никопольского марганцевого бассейнов, металлургов Кривого Рога и Никополя, колхозников и рабочих совхозов Днепропетровской области. В начале второй декады сентября стрелковая дивизия формирует воинские эшелоны, грузится в воинские поезда и отправляется маршем к польской границе. 41-я стрелковая дивизия с октября входит в состав 6 ск 6-й армии Украинского фронта и участвует в Польской кампании. По окончании похода на Западную Украину дивизия размещается в 50 километрах от города Рава-Русская.
С весны и до конца 1940 года личный состав соединения строил дивизионный лагерь и так же с весны этого года приступил к работам по инженерному оборудованию почти 50-километрового оборонительного рубежа, строившегося вдоль государственной границы. В это же время для размещения дивизии в пункте постоянной дислокации силами Военстроя округа строились казармы, жилые дома, склады и другие сооружения.
В 1940 году в стрелковом формировании Народный комиссар обороны СССР Маршал Советского Союза С. К. Тимошенко провёл инспекторский смотр, была получена не высокая, но положительная оценка его боевой подготовки. Более высокую оценку получила дивизионная артиллерия, действовавшая в учении войск с боевой стрельбой весьма четко и успешно. За отличную подготовку артиллерии соединения начальник артиллерии дивизии полковник С. С. Варенцов был награждён золотыми часами.
С апреля 1941 года содержалась по штату 4\100.

Таким образом, 41-я стрелковая дивизия, укреплённый район и пограничный отряд были теми силами, которые в случае войны должны были прикрывать государственную границу на фронте до 50 км на важном операционном направлении Томашув — Львов. Однако за полуторагодичный предвоенный период мне не припоминается ни одного совместного занятия с командным составом или с войсками нашей дивизии, укреплённого района и пограничного отряда в целях отработки вопросов взаимодействия на случай войны.— Н. Ерёмин, генерал-майор, Первые дни боёв на Рава-Русском направлении (Воспоминания бывшего начальника штаба 41-й стрелковой дивизии), ВИЖ, № 4, 1959 год, стр. 61 — 75
.
16 — 18 июня 1941 года дивизия снята с полигонов и направлена к границе.
Дня за два до войны генерал-майор Г. Н. Микушев приказал командирам частей вернуть весь личный состав со специальных сборов и полигонов, а также с работ на оборонительном рубеже и полностью сосредоточить его в лагерях, а к вечеру 21 июня весь личный состав частей прибыл в лагерь.
Против 91-го пограничного отряда, 41-й дивизии, Рава-Русского УРа изготовились пять немецких пехотных дивизий группы «Юг», во втором эшелоне за ними — 14-й армейский моторизованный корпус, куда входили отборные соединения: бригада СС «Лейбштандарт СС Адольф Гитлер», дивизия СС «Викинг» и 9-я танковая дивизия Вооружённых сил нацистской Германии.
На 22 июня 1941 года дивизия дислоцировалась в районе города Рава-Русская, на северо-западе Львовского выступа. Задачей дивизии на особый период было: опираясь на опорные пункты Рава-Русского укрепрайона совместно с его войсками оборонять участок демаркационной линии с Германией от Угнева до села Новое Село, протяжённостью полосы обороны сд 50 километров. Хотя по руководящим документам (рукдок) в обороне сд могла занимать по фронту (на нормальном фронте) оборонительную полосу, то есть могла успешно оборонять полосу шириной по фронту 8—12 километров и в глубину 4—6 километров, а на особо важных направлениях фронты обороны сд могли быть уже, доходя до 6 километров оборонительной полосы на стрелковую дивизию. На широком фронте оборона для сд, была определена в 18—20 километров. Так что для дивизии (и не только) были превышены все показатели.
22 июня 1941 года, с началом боевых действий, части дивизии заняли Рава-Русский укреплённый район. Занимала оборону в полосе шириной около 50 километров. Успешно начала отражение вторжения вместе с частями 91-го пограничного отряда (со второй половины дня поддерживаемая ещё и 209-м корпусным артиллерийским полком), отбросила вражеские войска, а 102-й стрелковый полк даже перешёл границу на фронте 8—10 километров и углубился на германскую территорию на расстояние около 3 километров.

244-й стрелковый полк майора Еченко в лесном бою близ Рава-Русского шоссе окружил группу пехоты противника, половина которой была взята в плен. При этом на карте, захваченной у убитого гитлеровского офицера, типографским способом была обозначена обстановка с указанием для наступающих немецко-фашистских войск задач по рубежам и времени. Гитлеровское командование заблаговременно запланировало в первый же день войны овладеть Равой-Русской, а на третий день Львовом.— Н. Ерёмин, генерал-майор, Первые дни боёв на Рава-Русском направлении (Воспоминания бывшего начальника штаба 41-й стрелковой дивизии), ВИЖ, № 4, 1959 год, С. 61—75

На основании показаний пленных и захваченных в бою документов было установлено, что против нашего корпуса действуют 4-й армейский корпус, а также части 44-го и 49-го армейских корпусов. Непосредственно перед фронтом нашей дивизии наступали 262, 24, 295, 71 и 296-я пехотные дивизии, усиленные боевой техникой и поддержанные значительной группой авиации. Свои главные усилия противник по-прежнему сосредоточивал на основном операционном направлении Рава-Русская — Львов.— Н. Ерёмин, генерал-майор, Первые дни боёв на Рава-Русском направлении (Воспоминания бывшего начальника штаба 41-й стрелковой дивизии), ВИЖ, № 4, 1959 год, С. 61—75
Дивизия удерживала свои позиции до 26 июня 1941 года, под сильнейшим авианалётами и атаками противника, части дивизии попадали в окружение, но вновь пробивались к своим.
В ночь на 27 июня 1941 года под угрозой окружения была вынуждена по приказу оставить Рава-Русскую и начать отступление. К тому времени потери дивизии составили до 2/3 первоначального состава. К утру 28 июня 1941 года дивизия отступила на рубеж Жулкев — Глиньско — Фуйна, затем продолжила отступление на восток, к вечеру обороняется на фронте Добросин — Стажиска, вела бои у Львова, являясь арьергардом 6-й армии. В начале июля 1941 года попала в окружение, из которого вышла частично: только 139-й стрелковый полк, 132-й лёгкий артиллерийский полк и часть 244-го стрелкового полка, при отступлении в районе Глиняны 249-й гаубичный артиллерийский полк попал в болотистую местность и бросил, приведя в неисправность, 22 гаубицы с тягачами.
9 июля 1941 года выведена из боёв и направлена в Белую Церковь на доукомплектование.
16 июля 1941 года, не закончив доукомплектование, имея в составе около 3000 человек и около 20 орудий, направлена в наступление на сквирском направлении, но успеха не добилась, начала отход на восток. Затем до двадцатых чисел июля отражает удары войск противника между Фастовым и Белой Церковью.
23 июля 1941 года дивизия ночными поисками уничтожила в Блошинцы 10 танков и бронемашин противника. Днём 23 июля 1941 года захвачена одна исправная бронемашина.
24 июля 1941 года переходит в наступление на Белую Церковь, 25 июля под контратакой была вынуждена отойти к Днепру на 30 километров от занимаемых ранее позиций.
К исходу 26 июля основные силы сд отошли на новый оборонительный рубеж Кантемировка — Гороховатка — Ставы.
С 26 по 28 июля 1941 года вновь подвергается массированному удару. 28 июля обороняется на рубеже Выселок — два километра восточней Гороховатка — (иск.) Росовка. 31 июля удерживается на рубеже южная часть Казимировка — северная окраина Кагарлык. 2 августа отходит на рубеж Вороновка — (иск.) Кадомка. Отходит ещё ближе к Днепру, а затем до 14 августа 1941 года находится на Каневском плацдарме, 14 августа отведена в резерв.
С 2 сентября 1941 года соединение занимает оборону на правом берегу Десны на фронте 20 км от Моровска до Выползова. К этому времени количество единиц артиллерии в частях дивизии насчитывало 4 полковых орудия, две дивизионные пушки, два 45-мм противотанковых орудия и несколько миномётов.
6 сентября 1941 года дивизия занимает оборону по реке Остер в районе Даневки.
11 сентября 1941 года выведена с берега Днепра и брошена в бой за Козелец, дважды отбивала его у врага. Там 12 сентября 1941 года возглавляя контратаку погиб командир дивизии. Вела контратаки в этом районе ещё несколько дней. С 19 сентября сд отражает атаки противника на подступах к аэродрому в районе Борисполя, а уже с 20 сентября разрозненные группы личного состава дивизии вели бои в окружении. Из окружения отдельными группами вышло около тысячи человек личного состава 41-й стрелковой дивизии.
После длительных боёв потеряла боеспособность в Киевском котле в сентябре 1941 года. Оставшийся в живых личный состав выведен и отправлен в Приволжский военный округ на комплектование 41-й стрелковой дивизии (2-го формирования), в том числе и ВрИО командира сд В. Г. Баерский.
27 декабря 1941 года исключена из списков действующей армии, и вошла в резерв Верховного командования.

## Состав

### 1941
- Управление;
- 102-й стрелковый полк;
- 139-й стрелковый полк;
- 244-й стрелковый полк;
- 132-й лёгкий артиллерийский полк;
- 249-й гаубичный артиллерийский полк (до 10.09.1941);
- 117-й отдельный истребительно-противотанковый дивизион;
- 65-й отдельный зенитный артиллерийский дивизион;
- 117-я разведрота;
- 116-й сапёрный батальон;
- 106-й отдельный батальон связи;
- 117-й артиллерийский парковый дивизион;
- 38-й медико-санитарный батальон;
- 79-й автотранспортный батальон;
- 6-я отдельная рота химический защиты;
- 110-й полевой автохлебозавод;
- 168-я полевая почтовая станция;
- 340-я полевая касса Госбанка.

## Укомплектованность

### 1936 год
1 января численность 1862 человека личного состава.

### 1937 год
1 января численность 3100 человек личного состава.

### 1938 год
1 января численность 3100 человек личного состава.

### 1939 год
15 мая численность 5220 человек личного состава.
4 сентября численность 5850 человек личного состава.

### 22.06.1941
- Личный состав — 9912 человек;
- Винтовки — 8867, автоматические винтовки — 4128;
- Пистолеты-пулемёты — 420;
- Ручные пулемёты — 464;
- Станковые пулемёты — 292;
- 45-мм противотанковые пушки — 54;
- 76-мм пушки — 35;
- 122-мм гаубицы — 27;
- 152-мм гаубицы — 12;
- Миномёты — 138;
- Автомашины — 222;
- Тракторы — 17;
- Лошади — 2462.

## В составе
| Дата                  | Фронт (округ)                          | Армия          | Корпус                | Примечания |
| --------------------- | -------------------------------------- | -------------- | --------------------- | ---------- |
| с 17 мая 1935 года    | Харьковский военный округ              | —              | 7-й стрелковый корпус | —          |
| 02 октября 1939 года  | Украинский фронт                       | 6-я армия      | 6-й стрелковый корпус | —          |
| 22 июня 1941 года     | Юго-Западный фронт                     | 6-я армия      | 6-й стрелковый корпус | —          |
| 01 июля 1941 года     | Юго-Западный фронт                     | 6-я армия      | 6-й стрелковый корпус | —          |
| 10 июля 1941 года     | Юго-Западный фронт                     | 6-я армия      | 6-й стрелковый корпус | —          |
| 01 августа 1941 года  | Юго-Западный фронт                     | 26-я армия     | 6-й стрелковый корпус | —          |
| 01 сентября 1941 года | Юго-Западный фронт                     | 26-я армия     | —                     | —          |
| 27 декабря 1941 года  | Резерв Верховного командования (ПриВО) | Запасная армия | —                     | —          |

## Командный (начальствующий) состав

### Командир (период)
- Волков, Георгий Дмитриевич (1 февраля 1933 — 9 сентября 1937), комбриг[1];
- Воронцов, Василий Григорьевич (19 февраля 1938 — август 1939), комбриг;
- Микушев, Георгий Николаевич (16 августа 1939 — 12 сентября 1941), комбриг, генерал-майор[1];
- Баерский, Владимир Гелярович, (с 13.09.1941 по 27.12.1941), полковник.

### Начальник штаба
- Владимиров, Владимир Яковлевич (август 1939 — март 1940);
- Ерёмин, Николай Владимирович (с марта 1940 года), полковник.

### Комиссар
- Градусов (1932—1937), бригадный комиссар[1];
- Антонов, Александр Матвеевич (на 22 июня 1941 года), полковой комиссар.

## Память
- В городе Кривой Рог на улице Ленина, дом № 58 (бывшая комендатура Криворожского гарнизона) установлена мемориальная доска в честь 41-й и 147-й стрелковых дивизий.

## Художественные фильмы
- Фронт без флангов 1 серия, 1974 год (1-я часть трилогии «Мы вернёмся»).

## Люди, связанные с дивизией
- Галуза, Павел Яковлевич (1911—1943) — советский военачальник, майор. В 1932—1937 года служил командиром пулемётного взвода, помощник командира пулемётной роты, помощник начальника боепитания и командиром 2-й пулемётной роты 122-го стрелкового полка.
- Гаспарян, Исаак Гаспарович (1902—1962) — советский военачальник, генерал-майор. В 1936—1937 годах служил начальником штаба батальона и врид начальника штаба 122-го стрелкового полка.
- Гузь, Николай Олимпиевич (1893—1953) — советский военачальник, полковник. В 1919—1921 годах служил командиром роты, адъютантом батальона и командиром батальона 367-го стрелкового полка.
- Стенин, Владимир Филиппович, с января 1936 года на должности начальника штаба 123-го стрелкового полка, с июня 1937 года назначен командиром этого полка, командовал им до ноября 1937 года, до зачисления слушателем а академию.
- Набатов, Дмитрий Романович (1901—19??) — советский военачальник, полковник. В 1919—1920 годах служил бухгалтером в управлении дивизионного инженера дивизии, одновременно временно исполнял должность военкома управления.
- Лосев, Анатолий Иванович — начальник штаба 41-го артиллерийского полка 41-й стрелковой дивизии (с марта 1938).